# Helmneushoornvogel
De helmneushoornvogel (Rhinoplax vigil) is een neushoornvogel die voorkomt op het schiereiland Malakka, en op Sumatra en Borneo. De vogel werd in 1781 geldig beschreven door Thomas Pennant.

## Beschrijving
De helmneushoornvogel is een van de grootste neushoornvogelsoorten. Het mannetje is makkelijk te herkennen aan de oranjerode snavel, waarbij de "hoorn" niet omhoog krult. Deze hoorn is massief en niet hol zoals bij de andere neushoornvogels. De huid aan de zijkanten van de nek en onderkant van de hals is naakt en is donker of rood van kleur. De borst is zwart, de buik is wit. De rug en vleugels zijn overwegend zwart. De vogel heeft een lange vuilwitte staart met bijna op het eind een zwarte band.
De soort is qua lengte (maar niet qua gewicht), de grootste neushoornvogel. De lengte is 110 tot 120 centimeter, waarbij de lengte van de twee middelste staartpennen (25 cm) nog moet worden opgeteld. De vogel weegt gemiddeld 3,1 kg.
De helmneushoornvogel is net als alle neushoornvogels een luidruchtige vogel met een zeer karakteristiek geluid dat klinkt als een luid en hol toek toek, waarbij de frequentie toeneemt en dan overgaat in iets wat lijkt op een uitbundige schaterlach.

## Verspreiding en leefgebied
De helmneushoornvogel is een schaars voorkomende vogel van laagland en heuvelland oerbos in het zuiden van Tenasserim, Myanmar, Thailand, Malakka, Sabah, Brunei, Sarawak, Kalimantan en Sumatra. Ook in geschikt leefgebied blijft de vogel schaars.

## Status
De helmneushoornvogel heeft erg te lijden door houtkap die op grote schaal plaatsvindt, vaak ook nog illegaal in gebieden die eigenlijk beschermd zijn. Daarnaast zijn leefgebieden verloren gegaan door grote bosbranden in de jaren 1997-1998 en bovendien is er (illegale) jacht op deze vogels. Vooral de omvang van deze jacht is toegenomen en daarom werd deze vogel in 2015 als "kritiek" (ernstig bedreigd) op de Rode Lijst van de IUCN gezet.